# Coolio
Artis Leon Ivey Jr. (n. 1 august 1963, Monessen⁠(d), Pennsylvania, SUA – d. 28 septembrie 2022, Los Angeles, California, SUA), cunoscut mai mult după numele de scenă Coolio, a fost un rapper, chef, actor și producător muzical american.

## Discografie
Albume de studio
- It Takes a Thief (1994)
- Gangsta's Paradise (1995)
- My Soul (1997)
- Coolio.com (2001) (Japan-limited release)
- El Cool Magnifico (2002)
- The Return of the Gangsta (2006)
- Steal Hear (2008)
- From the Bottom 2 the Top (2009)
- Get Rich (Single) (2013)

## Filmografie
- Sabrina The Teenage Witch (1996)
- Kenan and Kel (1996–2000) (Appeared and sang the theme song in the opening credits)
- Batman & Robin (1997)
- Duckman (1997) Season 4 Episode 2: 'Coolio Runnings'
- An Alan Smithee Film: Burn Hollywood Burn (1997)
- Muppets Tonight (1997)
- The Nanny – The TV Series Episode: Homie Work (1998)
- On the Line (1998)
- Malcolm & Eddie Season 3 'Daddio' (1999)
- Early Edition Season 3 'Number one with a bullet' (1999)
- Leprechaun: In The Hood (2000)
- Submerged (2000)
- Shriek If You Know What I Did Last Friday the Thirteenth (2000)
- The Convent (2000)
- China Strike Force (2000)
- Dope Case Pending (2000)
- Get Over It (2001)
- In Pursuit (2001)
- Static Shock (2002)
- Stealing Candy (2002)
- Charmed Season 4 'Lazarus Demon' (2002)
- Move (2002)
- Daredevil (2003) (Scenes deleted, restored in 2005 Director's Cut)
- Tapped Out (2003)
- Charmed (2002)
- Pterodactyl (2003)
- Red Water (2003)
- A Wonderful Night in Split (2004)
- Dracula 3000 (2004)
- Ravedactyl: Project Evolution (2005); short film
- Gang Warz (2006)
- Grad Night (2006)
- Three Days to Vegas (2007)
- Futurama: Bender's Big Score, as Kwanzaa-bot
- I Am Somebody: No Chance in Hell (2008) (original title: Chinaman's Chance)
- Rachael vs. Guy: Celebrity Cook-Off (2012)
- Gravity Falls As a wax-figure cameo
- Celebrity Wife Swap Husband
- ICP Theater Special guest (2013)

## Premii și nominalizări
Piesa lui Coolio din 1995 "Gangsta's Paradise" a primit o serie de premii, printre care Best Rap Solo Performance la Premiile Grammy; și Best Rap Video și Best Video from a Film la MTV Video Music Awards. Coolio însuși a primit câteva premii, printre care Favorite Rap/Hip Hop Artist la American Music Awards în 1996. La Premiile Grammy din 1997, Coolio a fost nominalizat de trei ori: Best Rap Album pentru Gangsta's Paradise, Best Rap Solo Performance pentru "1, 2, 3, 4 (Sumpin' New)", și Best R&B Vocal Performance by a Duo or Group pentru "Stomp". Overall, Coolio a primit 5 premii și 13 nominalizări.

### American Music Awards
| An   | Beneficiar | Premiu                      | Rezultat     |
| ---- | ---------- | --------------------------- | ------------ |
| 1996 | Coolio     | Favorite Rap/Hip Hop Artist | Câștigat     |
| 1997 | Coolio     | Favorite Rap/Hip-Hop Artist | Nominalizare |

### Premiile Grammy
| An   | Beneficiar                 | Premiu                                       | Rezultat     |
| ---- | -------------------------- | -------------------------------------------- | ------------ |
| 1995 | "Fantastic Voyage"         | Best Rap Solo Performance                    | Nominalizare |
| 1996 | "Gangsta's Paradise"       | Best Rap Solo Performance                    | Câștigat     |
| 1996 | "Gangsta's Paradise"       | Record of the Year                           | Nominalizare |
| 1997 | Gangsta's Paradise         | Best Rap Album                               | Nominalizare |
| 1997 | "1, 2, 3, 4 (Sumpin' New)" | Best Rap Solo Performance                    | Nominalizare |
| 1997 | "Stomp"                    | Best R&B Vocal Performance by a Duo or Group | Nominalizare |

### MTV Video Music Awards
| An   | Beneficiar                 | Premiu                 | Rezultat     |
| ---- | -------------------------- | ---------------------- | ------------ |
| 1994 | "Fantastic Voyage"         | Best Rap Video         | Nominalizare |
| 1996 | "Gangsta's Paradise"       | Best Rap Video         | Câștigat     |
| 1996 | "Gangsta's Paradise"       | Best Video from a Film | Câștigat     |
| 1996 | "Gangsta's Paradise"       | Viewer's Choice        | Nominalizare |
| 1996 | "1, 2, 3, 4 (Sumpin' New)" | Best Dance Video       | Câștigat     |
| 1996 | "1, 2, 3, 4 (Sumpin' New)" | Best Male Video        | Nominalizare |